# Ronde van Frankrijk 2014/Elfde etappe
De elfde etappe van de Ronde van Frankrijk 2014 werd verreden op woensdag 16 juli 2014 en ging van Besançon naar Oyonnax over een afstand van 187,5 km.

## Parcours
Het is een heuvelrit met drie beklimmingen van de derde, en een van de vierde categorie. De etappe heeft een tussensprint op 89 km bij Charcier.

## Verloop
Fabian Cancellara was deze dag niet gestart. Bij aanvang van de rit waren er diverse aanvalspogingen, onder meer van Peter Sagan. Daarna demarreerde Martin Elmiger. Hij kreeg even later het gezelschap van de Fransen Cyril Lemoine en Anthony Delaplace. De voorsprong van het drietal was maximaal 7 minuten, en stabiliseerde zich later op ruim 4 minuten.
In de eerste beklimming moest Delaplace zijn beide medevluchters laten gaan. Garmin-Sharp leidde het peloton voor Tom-Jelte Slagter, terwijl hun oorspronkelijke kopman Andrew Talansky op grote achterstand reed en leek te gaan afstappen. Jan Bakelants viel aan, en Slagter sprong mee. Nicolas Roche sloot zich later bij hen aan, Brice Feillu en Rein Taaramäe deden ook een poging, maar slaagden niet. Elmiger reed weg bij Lemoine, die werd opgeraapt door het achtervolgende drietal. In de afdaling reden Roche en Bakelants weg van Slagter en Lemoine.
Op de Cote de Choux vielen Lemoine en Slagter terug naar het peloton. Op de volgende beklimming, direct daarna, kwamen Roche en Bakelant en later ook Jesús Herrada en Cyril Gautier bij Elmiger aan, maar de voorsprong op het peloton was minder dan een minuut. Cannondale leidde het peloton in dienst van Peter Sagan. Ook Orica-GreenEdge reed mee op kop.
Op de Cote d'Échallon werd er heftig gestreden in de kopgroep, waardoor Elmiger moest lossen en Roche alleen wegreed. De rest van de groep werd teruggepakt, zodat alleen Roche voorin overbleef. In de lastige afdaling trok Tony Martin aan het peloton, en een groep van circa 10 man waaronder Nibali, Michał Kwiatkowski en Valverde kreeg enige voorsprong, maar in een volgende, niet geclassificeerde, klim, kwam nog een aantal rijders terug. In deze klim deed Tony Gallopin nog een aanval. Hij leek te worden teruggehaald, maar wist toch weer de voorsprong tot 10 seconden uit te bouwen.
Michael Rogers, Michał Kwiatkowski en Peter Sagan kwamen in de ontsnapping los van het peloton, en vormden met Gallopin een nieuwe kopgroep in de laatste kilometers. Gallopin sprong nog een keer weg uit deze groep. Gallopin wist vooruit te blijven, de andere drie werden bijgehaald door het peloton. Vlak achter hem won John Degenkolb de sprint. Van de rijders in de top van het klassement had Rui Costa enige tijd verloren, en hij viel weg uit de top 10.
Talansky kwam ver na de rest aan met 32 minuten achterstand. Hij was nog wel op tijd, maar zou de volgende etappe niet meer van start gaan.

### Tussensprint
| Tussensprint Charcier na 89 km |                    |        |
| Plaats                         | Naam               | Punten |
| Winnaar                        | Cyril Lemoine      | 20     |
| 2                              | Martin Elmiger     | 17     |
| 3                              | Anthony Delaplace  | 15     |
| 4                              | André Greipel      | 13     |
| 5                              | Alexander Kristoff | 11     |
| 6                              | Marcel Kittel      | 10     |
| 7                              | Mark Renshaw       | 9      |
| 8                              | Bryan Coquard      | 8      |
| 9                              | Roy Curvers        | 7      |
| 10                             | Yohann Gène        | 6      |
| 11                             | Peter Sagan        | 5      |
| 12                             | Christian Meier    | 4      |
| 13                             | Jean-Marc Marino   | 3      |
| 14                             | Elia Viviani       | 2      |
| 15                             | Alessandro Vanotti | 1      |

### Bergsprint
| Beklimming Col de Rogna na 141 km | Beklimming Col de Rogna na 141 km | Beklimming Col de Rogna na 141 km | 3e cat. 7,6 km à 4,9 % | 3e cat. 7,6 km à 4,9 % |
| Plaats                            | Naam                              | Naam                              | Punten                 |                        |
| Winnaar                           | Martin Elmiger                    | Martin Elmiger                    | 2                      |                        |
| 2                                 | Jan Bakelants                     | Jan Bakelants                     | 1                      |                        |

| Beklimming Cote de Choux na 148,5 km | Beklimming Cote de Choux na 148,5 km | Beklimming Cote de Choux na 148,5 km | 3e cat. 1,7 km à 6,5 % | 3e cat. 1,7 km à 6,5 % |
| Plaats                               | Naam                                 | Naam                                 | Punten                 |                        |
| Winnaar                              | Martin Elmiger                       | Martin Elmiger                       | 2                      |                        |
| 2                                    | Nicolas Roche                        | Nicolas Roche                        | 1                      |                        |

| Beklimming Cote de Desertin na 152,5 km | Beklimming Cote de Desertin na 152,5 km | Beklimming Cote de Desertin na 152,5 km | 4e cat. 3,1 km à 5,2 % | 4e cat. 3,1 km à 5,2 % |
| Plaats                                  | Naam                                    | Naam                                    | Punten                 |                        |
| Winnaar                                 | Martin Elmiger                          | Martin Elmiger                          | 1                      |                        |

| Beklimming Cote d'Échallon na 168 km | Beklimming Cote d'Échallon na 168 km | Beklimming Cote d'Échallon na 168 km | 3e cat. 3,0 km à 6,6 % | 3e cat. 3,0 km à 6,6 % |
| Plaats                               | Naam                                 | Naam                                 | Punten                 |                        |
| Winnaar                              | Nicolas Roche                        | Nicolas Roche                        | 2                      |                        |
| 2                                    | Alessandro De Marchi                 | Alessandro De Marchi                 | 1                      |                        |

## Uitslagen
| Rituitslag Besançon - Oyonnax (187,5 km) |                    |                         |          |
| Plaats                                   | Naam               | Ploeg                   | Tijd     |
| Winnaar                                  | Tony Gallopin      | Lotto-Belisol           | 4u25'45" |
| 2                                        | John Degenkolb     | Giant-Shimano           | z.t.     |
| 3                                        | Matteo Trentin     | Omega Pharma-Quick-Step | z.t.     |
| 4                                        | Daniele Bennati    | Tinkoff-Saxo            | z.t.     |
| 5                                        | Simon Gerrans      | Orica-GreenEdge         | z.t.     |
| 6                                        | José Joaquín Rojas | Team Movistar           | z.t.     |
| 7                                        | Greg Van Avermaet  | BMC Racing Team         | z.t.     |
| 8                                        | Samuel Dumoulin    | AG2R La Mondiale        | z.t.     |
| 9                                        | Peter Sagan        | Cannondale              | z.t.     |
| 10                                       | Kévin Reza         | Team Europcar           | z.t.     |
|                                          |                    |                         |          |
| 13                                       | Bram Tankink       | Belkin                  | z.t.     |

| Strijdlustigste renner |               |              |
|                        | Naam          | Ploeg        |
|                        | Nicolas Roche | Tinkoff-Saxo |

## Klassementen
| Algemeen Klassement |                        |                    |           |
| Plaats              | Naam                   | Ploeg              | Tijd      |
| Gele trui           | Vincenzo Nibali        | Astana             | 46u59'23" |
| 2                   | Richie Porte           | Team Sky           | + 2'23"   |
| 3                   | Alejandro Valverde     | Team Movistar      | + 2'47"   |
| 4                   | Romain Bardet          | AG2R La Mondiale   | + 3'01"   |
| 5                   | Tony Gallopin          | Lotto-Belisol      | + 3'12"   |
| 6                   | Thibaut Pinot          | FDJ.fr             | + 3'47"   |
| 7                   | Tejay van Garderen     | BMC Racing Team    | + 3'56"   |
| 8                   | Jean-Christophe Péraud | AG2R La Mondiale   | + 3'57"   |
| 9                   | Bauke Mollema          | Belkin Pro Cycling | + 4'08"   |
| 10                  | Jurgen Van den Broeck  | Lotto-Belisol      | + 4'18"   |

| Ploegenklassement |                         |            |
| Plaats            | Ploeg                   | Tijd       |
|                   | AG2R La Mondiale        | 141u05'43" |
| 2                 | Astana                  | + 3'19"    |
| 3                 | Belkin                  | + 4'25"    |
| 4                 | Team Sky                | + 4'56"    |
| 5                 | BMC Racing Team         | + 21'20"   |
| 6                 | Team Movistar           | + 23'14"   |
| 7                 | Lampre-Merida           | + 27'16"   |
| 8                 | Team Europcar           | + 29'23"   |
| 9                 | Omega Pharma-Quick-Step | + 30'07"   |
| 10                | Cofidis                 | + 47'29"   |

## Nevenklassementen
| Puntenklassement |                   |                 |        |
| Plaats           | Naam              | Ploeg           | Punten |
| Groene trui      | Peter Sagan       | Cannondale      | 301    |
| 2                | Bryan Coquard     | Europcar        | 164    |
| 3                | Marcel Kittel     | Giant-Shimano   | 157    |
|                  |                   |                 |        |
| 7                | Greg Van Avermaet | BMC Racing Team | 100    |

| Bergklassement |                   |                         |        |
| Plaats         | Naam              | Ploeg                   | Punten |
| Bolletjestrui  | Joaquim Rodríguez | Team Katjoesja          | 51     |
| 2              | Thomas Voeckler   | Europcar                | 34     |
| 3              | Tony Martin       | Omega Pharma-Quick-Step | 26     |
|                |                   |                         |        |
| 20             | Lieuwe Westra     | Astana Pro Team         | 4      |
| 32             | Greg Van Avermaet | BMC Racing Team         | 1      |

| Jongerenklassement |                    |                         |           |
| Plaats             | Naam               | Ploeg                   | Tijd      |
| Witte trui         | Romain Bardet      | AG2R La Mondiale        | 47u02'24" |
| 2                  | Thibaut Pinot      | FDJ.fr                  | + 46"     |
| 3                  | Michał Kwiatkowski | Omega Pharma-Quick-Step | + 1'38"   |
|                    |                    |                         |           |
| 4                  | Tom Dumoulin       | Giant-Shimano           | +12'42"   |